# Anton Karl Wüst
Anton Karl Wüst (11. ledna 1863 Praha – 14. září 1932 Žatec) byl rakouský a český podnikatel a politik německé národnosti, na počátku 20. století poslanec Českého zemského sněmu a Říšské rady.

## Život
Profesí byl majitelem realit a tiskárny v Žatci. Působil jako politik a publicista. Angažoval se ve veřejném a politickém životě. Byl zástupcem předsedy Ústředního spolku německých pěstitelů řepy v Čechách (Zentralverein der deutschen Rübenbauern in Böhmen) a předseda německého Středostavovského spolku v Žatci. Měl též podíl na organizování pěstitelů chmele na Žatecku. Zasedal v městské radě v Žatci. Jeho tiskárna vydávala list Nationale Zeitung.
Na počátku století se zapojil i do zemské politiky. Ve volbách v roce 1901 byl zvolen do Českého zemského sněmu v kurii venkovských obcí (volební obvod Kadaň, Přísečnice, Vejprty, Doupov). Politicky patřil k Všeněmeckému sjednocení Georga von Schönerera. Uspěl i ve volbách v roce 1908, stále jako člen všeněmeckého Schönererova politického bloku.
Ve volbách roku 1911 zasedl i v Říšské radě (celostátní zákonodárný sbor), kam byl zvolen za obvod Čechy 114. Byl členem poslaneckého klubu Všeněmecké sjednocení. Po válce zasedal ještě v letech 1918–1919 jako poslanec Provizorního národního shromáždění Německého Rakouska (Provisorische Nationalversammlung).